# Yacouba Loué
Yacouba Loué (* 14. Juni 2002) ist ein burkinischer Leichtathlet, der sich auf den Dreisprung spezialisiert hat.

## Sportliche Laufbahn
Erste internationale Erfahrungen sammelte Yacouba Loué im Jahr 2019, als er bei den Jugendafrikameisterschaften in Abidjan mit 4831 Punkten den fünften Platz im Achtkampf belegte. 2023 gelangte er bei den Spielen der Frankophonie in Kinshasa mit 15,86 m auf den fünften Platz und im Jahr darauf gewann er bei den Afrikaspielen in Accra mit derselben Weite die Bronzemedaille hinter seinem Landsmann Hugues Fabrice Zango und Amath Faye aus dem Senegal. Im Juni belegte er bei den Afrikameisterschaften in Douala mit 15,90 m den sechsten Platz. 

## Persönliche Bestleistungen
- Dreisprung: 16,09 m (+1,5 m/s), 5. Juni 2024 in Accra